# الدوري الوطني لكرة القدم للسيدات 2017
الدوري الوطني لكرة القدم للسيدات 2017 (بالإنجليزية: 2017 National Women's Soccer League season)‏ هو الموسم 5 من الدوري الوطني لكرة القدم للسيدات. أقيم خلال الفترة 15 أبريل 2017 وحتى 14 أكتوبر 2017، وأشرف على تنظيمه اتحاد الولايات المتحدة لكرة القدم، وكان عدد الأندية المشاركة فيه 10، وفاز فيه بورتلاند ثورنز.